# Bolero (Mr. Children)
Bolero è il sesto album del gruppo musicale giapponese Mr. Children pubblicato il 5 marzo 1997. L'album è arrivato alla prima posizione della classifica Oricon ed ha venduto 3 283 270 copie.

## Tracce
1. Prologue
2. Everything (It's You)
3. Time machine ni notte
4. Brandnew my Lover
5. Es (Theme of Es)
6. See-Saw Game (Yūkan na Koi no Uta)
7. Kasa no shita no kimi ni tsugu
8. Alive
9. Shiawase no category
10. Everybody Goes (Chitsujo no Nai Gendai ni Drop Kick)
11. Bolero
12. Tomorrow Never Knows (remix)